# Theobald III av Blois
Theobald III av Blois, född 1037, död 1089, var regerande greve av Blois från 1037 till 1089. 